# ТВ КЦН 3
ТВ КЦН 3 (стилизовано као TV K::CN 3) је кабловска телевизија, која је у склопу ТВ КЦН Коперникус. ТВ КЦН 3 је трећи канал ТВ КЦН Коперникус. Поред емитовања свог програма емитује и програм ТВ Свет плус која је изнајмила емитовање програма на ТВ КЦН 3. ТВ КЦН 3 емитује музички програм, али пошто је у склопу са ТВ Свет плус емитује информативни и документарни програм. 21. октобра 2011. Српска напредна странка је закупила ову телевизију до избора 2012. године међутим ова телевизија је наставила са радом и данас.

## Емисије
- Музички спотови
- Ток-шоу емисије

## Мреже у Србији које емитују ТВ КЦН 3
- Тотал ТВ;
- СББ;
- Коперникус;
- Иком;
- Телеком ИПТВ;
- Open IPTV...